# ジョー・ライト
ジョー・ライト（Joe Wright, 1972年8月25日 - ）は、英国の映画監督。

## プロフィール
ロンドン出身。両親は人形劇場「リトル・エンジェル・シアター」の創設者。セントラル・セント・マーチンズで学び、テレビ演出家としてキャリアをスタートさせる。
2005年に長編映画初監督作品でもある『プライドと偏見』で高い評価を受け、一躍注目を浴びる。この作品で英国アカデミー賞新人賞などを受賞。2007年の『つぐない』は第64回ヴェネツィア国際映画祭のオープニング上映となった（オープニング上映された監督の中では史上最年少の年齢でもある）。『つぐない』は第65回ゴールデングローブ賞作品賞（ドラマ部門）を受賞した。
私生活では2007年に『プライドと偏見』に出演した女優のロザムンド・パイクと婚約していたが、破棄した。
シタール奏者アヌーシュカ・シャンカル（ラヴィ・シャンカルの娘）と結婚。2子をもうけたが、2018年に離婚。
2018年よりヘイリー・ベネットと交際している。

## 監督作品

### 映画
- プライドと偏見 Pride and Prejudice (2005)
- つぐない Atonement (2007)
- 路上のソリスト The Soloist (2009)
- ハンナ Hanna (2011)
- アンナ・カレーニナ Anna Karenina (2012)
- PAN 〜ネバーランド、夢のはじまり〜 Pan (2015)
- ウィンストン・チャーチル/ヒトラーから世界を救った男 Darkest Hour (2017)
- ウーマン・イン・ザ・ウィンドウ The Woman in the Window (2020)
- シラノ Cyrano (2021)

### テレビ
- ブラック・ミラー Black Mirror (2016) 第3シーズン第1話「ランク社会」